# Druckgeräteverordnung
In Deutschland, der Schweiz und in Österreich gelten jeweils eigenständige Druckgeräteverordnungen. Sie setzen die Richtlinie 2014/68/EU über Druckgeräte, die die zuvor geltende Richtlinie 97/23/EG über Druckgeräte ersetzt, in nationales Recht um. Die Druckgeräteverordnungen regeln das Inverkehrbringen von neuen Druckgeräten.
Voraussetzungen für das Inverkehrbringen sind unter anderem, dass der Hersteller
- die Druckgeräte mit der CE-Kennzeichnung versieht,
- dem Druckgerät eine EU-Konformitätserklärung und
- eine Betriebsanleitung in deutscher Sprache beifügt.

Diese Verordnung gründet in Deutschland auf § 8 Abs. 1 des Produktsicherheitsgesetzes.